# Holzen (Menden)
Holzen ist ein Ortsteil der nordrhein-westfälischen Stadt Menden (Sauerland).

## Geographie
Am 1. Juli 2017 hatte der „Ortsteil Bösperde Holzen“ 2420 Einwohner.

## Geschichte
Bis zum Inkrafttreten der kommunalen Gebietsreform am 1. Januar 1975 war Holzen ein Teil der bis dahin selbständigen Gemeinde Bösperde, die bis zum 24. Juni 1930 „Holzen“ hieß.

## Wirtschaft und Infrastruktur
Die Bundesstraße 515 führt durch Holzen.